# Mándi István
Mándi István (Budapest, Terézváros, 1915. február 23. – Szeged, 2005. május 15.) sebész.

## Élete
Mándi András (1890–1949) jogász, közjegyző és Gál Alice gyermekeként született zsidó családban. Gyermekkorában szülei elváltak, apja kétszer is újraházasodott. Apja Máramarosszigetről származott, és 1913-ban magyarosította nevét Mandelről Mándira.
A mezőkövesdi római katolikus plébánia hivatala által kiállított bizonyítvány szerint 1933. április 28-án áttért a római katolikus vallásra. A középiskolát a kegyestanítórend debreceni Calasanzi Szent József Reálgimnáziumában kezdte, azonban 1928 júliusában apját kinevezték Mezőkövesdre közjegyzőhelyettesnek, ezért 1929 és 1933 között a Mezőkövesdi Királyi Katolikus Szent László Reálgimnáziumban fejezte be tanulmányait. A szegedi Ferenc József Tudományegyetem Orvostudományi Karán szerezte meg orvosi oklevelét. Ezután a szegedi Sebészeti Klinika munkatársa lett.
Az 1950-es évektől a debreceni II. sz. Sebészeti Klinikán dolgozott, ahol sebészeti, valamint urológiai szakképesítést nyert. Kiemelten foglalkozott a vesekövek nehézfémsó-tartalmának meghatározásaival, valamint a magyarországi művesekezelés „úttörői” közé tartozott. 1960-ban a Bajai Városi-Járási Kórházba került, ahol megalapította és 1980-ig vezette az Urológiai-sebészeti Osztályt, majd tíz éven át különböző munkakörökben dolgozott. 1990-ben nyugalomba vonult.
1944. május 6-án Szegeden házasságot kötött Müller Irénnel (1925. január 31. – 2014. október 27.), Müller László és Klein Regina lányával.

## Művei
- Alhasi katasztrófát utánzó heveny femorális ideggyulladás. Papp Zoltánnal. (Katonaorvosi Szemle, 1953, 10.)
- A vér extracorporális dialysálásának meggyorsítására irányuló törekvéseink. Matolcsi Kálmánnal. (Orvosi Hetilap ,1954, 21.)
- Pelveographiák szerepe a prostata-sebészetben. Tompa Gyulával. (Orvosi Hetilap, 1956, 42.)
- Phaeochromocytoma diagnózisa és aortographiás lacalisatioja Regitin védelmében. Kulcsár Andrással, Tompa Gyulával, Jóna Gáborral és Prékopa Álmossal. (Orvosi Hetilap, 1960, 47.)
- Primaer uretertumorok. Kelenhegyi Mártonnal, Horváth Győzővel. (Orvosi Hetilap, 1971, 51.)
- Sebészeti szövődménnyel társult urachus sipoly öregkorban. (Orvosi Közlemények, 1973, 3.)
- Az orchitis granulomatosáról és pathogenesiséről. Cseh Imrével, Pataki Lászlóval. (Orvosi Hetilap, 1975, 5.)
- Új vérzéscsillapító eljárás transvesicalis prostatectomiában. (Orvosi Hetilap, 1979, 3.)